# 暴力刑警 (電影)
《暴力刑警》是2000年鄭偉文導演的动作电影，孔祥德任動作指導。由王敏德、黃秋生、黎耀祥及陳芷菁領銜主演；齊沚瑤、陳豪及盧雄主演。

## 劇情
在环境复杂的红燈区，阮偉孝是个资深的警察，他很想升職，他在一次行動裏在追一個神祕人時突然被人槍擊，之后，他便昏迷了過去。在醫院裏，儘管醫生替孝做手術，他還是成了植物人。
为人正直、嫉恶如仇的警官cuba Koo身為孝的好兄弟，決定要把兇手抓拿歸案，唯孝的妻子Suzy覺得是cuba把孝害成植物人的，所以吩咐警察局裏另一個警察曾警官不給cuba碰孝的任何東西。其實，Cuba在進去孝的房裏時找到馬伕金大班協助調查，他把金大班帶去警察局問話，但由於cuba太過激動而令金大班拒絕調查，Cuba本大打出手，但被趕到的曾警官阻止。
cuba去了醫院探望孝，巧合碰見金大班，金大班並沒罵他上次的冲動，而是跟他聊了起來。兩人不知的是，在兩人的交談過程中，一宗變態割下體的殺手在進行犯案，並成功地把那名嫖客的下體割了下來。
刀疤哥為一個貴利王兼黑幫老大，金大班欠他大量債務，多次威脅金大班儘快還錢。金大班的女兒阿思為一個妓女，他同時也為阿毛的女朋友，毛同時為警察局飯堂的工作人員，其實他便是連環變態割下體的殺手，他漸漸露出真面目

## 角色
- 王敏德 饰 Cuba古，古巴佬，金大班的好友兼拍檔
- 黄秋生 饰  甘紹班(金大班)，馬伕，Cuba古的好友兼拍檔
- 黎耀祥 饰 謝振毛，虔誠教徒，警察局飯堂的工作人員，連環變態割下體的殺手
- 陳豪 饰 阮偉孝，资深的警察，Cuba古的好兄弟，
- 陳芷菁 饰 Suzi，阮偉孝的妻子
- 齊沚瑤 饰 阿思，金大班的女兒
- 盧雄 饰 毛父，謝振毛父親
- 何家駒 饰 刀疤哥
- 柯偉剛 饰 曾警官，警察局裏另一個警察，和Cuba古不和（配音：潘文柏）
- 冼灝英 饰 殺手，強姦犯，把一對男女重傷後把女方先姦後殺，在走後男方被謝振毛割下體
- Thomas Hudak 饰 神父

## 外部連結
- 開眼電影網上《暴力刑警》的資料（繁體中文）
- 豆瓣电影上《暴力刑警》的資料 （简体中文）
- AllMovie上《暴力刑警》的资料（英文）
- 爛番茄上《暴力刑警》的資料（英文）
- 香港影庫上《暴力刑警》的資料（繁體中文）
- 互联网电影数据库（IMDb）上《暴力刑警》的资料（英文）